# 1261
1261 (MCCLXI) a fost un an obișnuit al calendarului iulian.

## Evenimente
- 13 martie: Tratatul de la Nymphaion între Mihail al VIII-lea Paleologul și reprezentanții Genovei. Se prevedea: retrocedarea și amplificarea privilegiilor comerciale ale negustorilor din comuna ligură; încheierea unei alianțe între Imperiul de la Niceea și Genova împotriva Veneției și în vederea recuceririi Constantinopolului.
- 10 iulie: Ratificarea tratatului de la Nymphaion de către Genova.
- 25 iulie: Recucerirea Constantinopolului de către bizantinii conduși de strategul Alexios Strategopoulos, care profită de absența flotei venețiene din zonă; sfârșitul Imperiului Latin de Constantinopol.
- 15 august: Mihail al VIII-lea Paleologul este încoronat la Constantinopol ca împărat bizantin; restaurarea Imperiului bizantin.

### Nedatate
- ianuarie: Papa Alexandru al IV-lea condamnă mișcarea flagelanților.
- Constituirea conventului de la Wurmsbach, pe teritoriul actual al Elveției.
- Groenlanda trece sub controlul Regatului norvegian.
- Hanul mongol Kublai-han își stabilește capitala la Pekin.
- Regele Bela al IV-lea al Ungariei respinge un atac al tătarilor.

## Arte, Știință, Literatură și Filosofie
- Este construită Håkonshallen, reședința din Bergen a regilor Norvegiei.
- Se constituie biblioteca din Kanazawa, în Japonia.

## Nașteri
- 1 februarie: Walter de Stapledon, episcop englez (d. 1326)
- 11 februarie: Otto al III-lea, duce de Bavaria (d. 1312)
- 25 iulie: Arthur al II-lea, viitor duce de Bretania (1305-1312)
- 9 octombrie: Dionisie al Portugaliei, rege al Portugaliei (d. 1325)
- Bernard Gui, călugăr dominican, episcop și scriitor francez (d. 1331)

## Decese
- 28 februarie: Henric al III-lea, duce de Brabant (n. 1231)
- 25 mai: Alexandru al IV-lea, papă (n. 1199)
- 18 septembrie: Konrad von Hochstaden, arhiepiscop de Köln (n. ?)
- Plaisance de Antiohia, regentă în Regatul de Ierusalim (n. ?)
- Qin Jushao, matematician chinez (n. ?)

## Înscăunări
- 29 august: Urban al IV-lea (n. Jacques Pantaleon), papă.

## Încheieri de domnie
- Alexandru al IV-lea (n. Rinaldo, conte de Segni), papă.